# Ma no Mono-tachi wa Kuwadateru
Ma no Mono-tachi wa Kuwadateru (魔のものたちは企てる?) es una serie de manga japonesa escrita por Takuji Katō e ilustrada por Gashigashi. La serie comenzará a serializarse en el sitio web Niconico Seiga bajo la marca DraDra Sharp de Fujimi Shobō en marzo de 2023. Se ha anunciado una adaptación de la serie de televisión de anime producida por TNK.

## Contenido de la obra

### Manga
Ma no Mono-tachi wa Kuwadateru está escrita por Takuji Katō e ilustrada por Gashigashi y comenzó a serializarse en el sitio web de Niconico Seiga bajo la marca DraDra Sharp de Fujimi Shobō el 24 de marzo de 2023. Sus capítulos se han recopilado en dos volúmenes tankōbon a partir de octubre de 2024.
| Volúmenes de manga publicados | Volúmenes de manga publicados | Volúmenes de manga publicados |
| Número                        | Fecha de lanzamiento          | ISBN                          |
| ----------------------------- | ----------------------------- | ----------------------------- |
| 1                             | 25 de diciembre de 2023       | ISBN 978-4-04-075238-9        |
| 2                             | 25 de octubre de 2024         | ISBN 978-4-04-075643-1        |
| 3                             | 3 de agosto de 2025           | ISBN 978-4-04-076031-5        |

### Anime
Se anunció una adaptación televisiva de la serie de anime el 24 de marzo de 2025. Será producida por TNK y dirigida por Takuya Asaoka.